# إيفان ديسني
إيفان ديسني (بالألمانية: Ivan Desny )‏ (و. 1922 – 2002 م) هو ممثل أفلام سويسري، ولد في بكين، توفي في أسكونا، عن عمر يناهز 80 عاماً، بسبب ذات الرئة.

## جوائز
حصل على جوائز منها:
- جائزة الفيلم الألماني [الإنجليزية]‏.

## وصلات خارجية
- إيفان ديسني على موقع IMDb (الإنجليزية)
- إيفان ديسني على موقع روتن توميتوز (الإنجليزية)
- إيفان ديسني على موقع مونزينجر (الألمانية)
- إيفان ديسني على موقع ألو سيني (الفرنسية)
- إيفان ديسني على موقع أول موفي (الإنجليزية)
- إيفان ديسني على موقع قاعدة بيانات الأفلام السويدية (السويدية)
- إيفان ديسني على موقع إن إن دي بي (الإنجليزية)
- إيفان ديسني على موقع قاعدة بيانات الفيلم (الإنجليزية)
- إيفان ديسني على موقع كينوبويسك (الروسية)